# Pimpinella Orden
Pimpinella Orden är ett svenskt ordenssällskap, troligen grundat på 1810-talet.
Orden klassar sig som "programmatiskt otidsenlig", och bygger på 1700-talstraditioner.

## Organisation
Pimpinella Orden utgörs av sammanlagt sju loger: 
- Stora Landslogen Then Gyldene Freden, Stockholm
- Andra logen, logen Regnum Scaniæ, Malmö
- Tredje logen, logen Götha Leijon, Göteborg
- Fjärde logen, logen Hafnia, Köpenhamn (Diskontinuerad, osäker verksamhet.)
- Femte logen, logen Scawenia, Skagen(Diskontinuerad, osäker verksamhet.)
- Sjätte logen, logen Peer Gynt, Oslo (Diskontinuerad, osäker verksamhet.)
- Sjunde logen, logen Then Trehöfvdade Elephanten, Bangkok